# Zygmunt Nirnstein
Zygmunt Adam Nirnstein (ur. 1 czerwca 1894 w Warszawie, zm. 30 listopada 1969 w Łodzi) – polski malarz, grafik i karykaturzysta.

## Życiorys
Był absolwentem gimnazjum W. Wróblewskiego w Warszawie, gdzie w 1912 uczył go Ludomir Dymitrowicz. Pobierał także nauki w Muzeum Rzemiosł i Sztuki Stosowanej, a w latach 1911–1914 studiował w Szkole Sztuk Pięknych w Warszawie w klasie Stanisława Lentza. Publikował karykatury na łamach czasopisma „Świat” (od 1912). W 1914 rozpoczął studia w Akademii Sztuk Pięknych w Rzymie, lecz z powodu wybuchu I wojny światowej powrócił do Polski. Początkowo służył w wojsku rosyjskim, a następnie do 1921 w wojsku polskim. Do 1927 mieszkał w Pruszkowie, a następnie w Warszawie. W latach 20. XX w. zaczął uprawiać grafikę reklamową oraz zajmował się scenografią, projektując dekoracje dla kabaretów „Qui Pro Quo” i „Banda”. W latach 1925–1939 należał do Towarzystwa Zachęty Sztuk Pięknych.
Od 13 września 1939 do 20 grudnia 1939 był więziony obozie jenieckim w Amtitz. Zwolniony zamieszkał w Warszawie, tam w wyniku powstania warszawskiego przepadł jego dorobek artystyczny. Po upadku powstania został wywieziony do obozu pracy w Prenzlau, gdzie przebywał do kwietnia 1945.
Po wojnie zamieszkał w Łodzi, gdzie podjął pracę w Pracowni Graficznej Filmu Wojska Polskiego i tworzył plakaty filmowe. W latach 1950–1951 prowadził zajęcia z rysunku na Wydziale Grafiki Państwowej Wyższej Szkoły Sztuk Plastycznych w Łodzi. Był członkiem Oddziału Łódzkiego Związku Polskich Artystów Plastyków.

### Życie prywatne
Pochodził z rodziny inteligenckiej. Był synem prawnika Maksymiliana Nirnsteina i Leokadii z domu Pinkerton. Jego żoną była Kazimiera z domu Złoczewska, para nie miała dzieci. Pochowany w części rzymskokatolickiej Starego Cmentarza w Łodzi.

## Wystawy
- 1911: Towarzystwo Zachęty Sztuk Pięknych w Warszawie – wystawił Autoportret.
- 1913: Salon Wiosenny Zachęty – wystawił portrety aktorów: Józefa Świeściaka i Edmunda Weycherta.
- 1913: I Wystawa Karykatury Współczesnej w Krakowie, zorganizowana przez krakowski Związek Powszechny Artystów Polskich.
- 1922–1938: Wystawy w Towarzystwie Zachęty Sztuk Pięknych, m.in. karykatur (1922),
- od 1948 – wystawy okręgowe i okolicznościowe Okręgu Łódzkiego ZPAP,
- 1963: Wystawa indywidualna z okazji 50-lecia twórczości w Łodzi – eksponował ponad 50 prac (olejne studia portretowe, pejzaże, karykatury tuszem i plakaty).
- 1965: wystawa indywidualna „Portret” w Teatrze Nowym w Łodzi[2].

## Portrety
Nirnstein specjalizował się w realistycznych portretach. Do portetowanych przez niego osób należeli m.in.: Wacław Grubiński Stanisław Gruszczyński, Fryderyk Jarossy (1934), Kazimierz Kamiński, Wojciech Kossak, Stanisław Lentz, Hanka Ordonówna (1932), Zula Pogorzelska (1934), Wincenty Rapacki, Józef Redo, Ludwik Solski (1950), Karol Stryjeński, Arnold Szyfman, Julian Tuwim (1958), Aleksander Zelwerowicz (1951).
Wiele prac artysty jest własnością prywatną. „Portret mężczyzny” znajduje się w zbiorach Muzeum Narodowego w Warszawie, zaś portret Juliana Tuwima jest w posiadaniu Teatru Nowego w Łodzi. Ponadto jego prace znajdują się w Muzeum Plakatu w Wilanowie.

## Wyróżnienia
- Wyróżnienie za obraz „Prokurator” pokazany na Salonie Zachęty (1927),
- Medal brązowy za „Portret pani J.” pokazany na Salonie Zachęty (1931),
- Nagrody na konkursach na plakaty firm: „F. Puls” (1925) i „Schicht” (1927, 1930),
- Krzyż Kawalerski Orderu Odrodzenia Polski (1963)[2].